# Daniel Döringer
Daniel Döringer (* 26. Februar 1991 in Frankfurt am Main) ist ein deutscher Fußballspieler.

## Karriere
Daniel Döringer, der in seiner Kindheit auch als Leichtathlet erfolgreich war, spielte bis zur C-Jugend Fußball bei der SV 07 im hessischen Kriftel, in der B-Jugend im Frankfurter Stadtteilklub VfB Unterliederbach und wechselte dann 2008 in die A-Jugend des SV Wehen Wiesbaden. Dort spielte er zwei Jahre, wurde Mannschaftskapitän und schloss die Jugendzeit mit dem Aufstieg in die Juniorenbundesliga ab. Am letzten Spieltag der Saison 2009/10 wurde er auch eine Halbzeit lang in der U 23 in der Regionalliga Süd eingesetzt.
Er wechselte in die zweite Mannschaft und war im Jahr danach zumindest in der zweiten Saisonhälfte dort auch Stammspieler in der Innenverteidigung. Für die Spielzeit 2011/12 bekam er daraufhin einen Perspektivvertrag für die Profimannschaft in der 3. Liga. Am dritten Spieltag kam er erstmals als Einwechselspieler zum Einsatz. Im Sommer 2014 verließ er den Verein nach 44 Punktspieleinsätzen ablösefrei und wechselte zum 1. FC Saarbrücken. Mit den Saarländern verpasste Döringer nur knapp den Aufstieg in die 3. Liga und schloss sich nach drei Jahren im Sommer 2017 den Stuttgarter Kickers in der Regionalliga Südwest an. Dort kam er in seiner ersten Saison zu 24 Einsätzen, riss sich aber im vorletzten Saisonspiel gegen den 1. FSV Mainz 05 II am 5. Mai 2018 das Kreuzband und absolvierte seitdem kein Spiel mehr (Stand: Winterpause 2018/19).

## Erfolge
- Aufstieg in die A-Jugend-Bundesliga 2010 mit der U 19 des SV Wehen Wiesbaden